# Matt Murray (beisbolista)
Matt Murray (Boston, Massachusetts; 26 de septiembre de 1970 – Calhoun, Georgia; 24 de junio de 2025) fue un beisbolista estadounidense que jugó en la posición de pitcher.

## Carrera
Tuvo una carrera en ligas menores de béisbol donde jugó en los equipos Newburgh Black Diamonds, Lehigh Valley Black Diamonds, Catskill Cougars, Burlington Braves, Durham Bulls, Gulf Coast Braves, Greenville Braves, Macon Braves, Pulaski Braves, Richmond Braves, Scranton/Wilkes-Barre Red Barons y  Sumter Braves, la mayoría de esos equipos filiales de los Atlanta Braves. Se retiró como beisbolista profesional en 1997 con los Brother Elephants de la Liga de Béisbol Profesional China.
Tuvo su temporada en la MLB de 1995 cuando fue promovido al primer equipo de los Atlanta Braves en agosto, donde lanzó en cuatro partidos, dos de ellos como abridor, sin victoria, con tres derrotas, efectividad de 9.64 y cuatro ponches hasta que fue cambiado en 31 de agosto de 1995 a los Boston Red Sox por Mike Stanton; con la diferencia que recibió el anillo de campeón de la Serie Mundial de 1995 que ganaron los Braves a los Cleveland Indians.